# Sant'Elpidio Morico
Sant'Elpidio Morìco è un ex comune italiano della provincia di Fermo. Fu comune prima dell'Unità d'Italia e fino al 1860 appartenne alla delegazione pontificia di Fermo. Oggi contando 75 abitanti, è l'unica frazione di Monsampietro Morico. È situata a circa 24 km dal capoluogo, in posizione leggermente più elevata (310 m s.l.m.).

## Storia
Sant'Elpidio fu fondata, insieme a Monsampietro Morico e alla vicina Monte Rinaldo, da Maugero o Malugero Melo verso il 1061, figlio del nobile normanno Drogone d'Altavilla conte delle Puglie. L'attributo "Morico" deriverebbe, secondo la tradizione, dal nome della moglie del fondatore, una certa Morica. In realtà tale denominazione sembra essere affine al termine latino murex, forse in riferimento alla specie vegetale Medicago murex piuttosto che al genere di mollusco murex (murice).
Altra fonte di equivoci è il nome del paese, detto popolarmente San Lupidiucciu (San Lopidiuccio): pare infatti si tratti di due distinte località. L'originale Sant'Elpidio Morico sarebbe da collocare poco a nord, in contrada Portella. D'altronde, l'attuale Sant'Elpidio non ha pianta triangolare, bensì quadrilaterale.
Il comune di Sant'Elpidio Morico fu soppresso nel 1868 e aggregato dapprima a Monsampietro, poi (20 settembre 1870) a Monteleone di Fermo, per tornare definitivamente con Monsampietro il 1º maggio 1893.

## Luoghi di interesse
- Mura medievali
- Palazzo signorile
- Chiesa di Sant'Elpidio Abate
- Chiesa di San Michele Arcangelo (XVII secolo).